# Восточно-Сибирская АЭС
Восточно-Сибирская АЭС — планируемая атомная электростанция в Иркутской области. В случае реализации проекта станет первой АЭС на территории Восточной Сибири.

## Планы
Станцию планируется разместить в Иркутской области. Точное местоположение Восточно-Сибирской АЭС будет уточнено по результатам предпроектных проработок. В качестве одной из потенциальных площадок под размещение станции выступала рекультивируемая Росатомом площадка Усольехимпрома в городе Усолье-Сибирское. Однако возможный участок был исключён до стадии предпроектной разработки. Другими потенциально возможными площадками под размещение станции являются окрестности Тайшета, а также Усть-Кута, расположенные на удалении от Ангарского каскада ГЭС, в районах умеренной сейсмической активности. 
Приоритетным предпроектным вариантом является размещение станции в окрестностях Тайшета в силу выгодного географического положения между самыми населёнными центрами Восточной Сибири: Красноярском, Иркутском и Братском; наличия в городе энергозависимой промышленности при отсутствии крупной энергогенерации (ТаАЗ), расположения на пересечении магистральных линий электропередачи (ПС Тайшет и ПС Озёрная) и энергодефицитных железнодорожных магистралей (Транссиб и БАМ), а также нахождения района в пределах наименее сейсмоактивной части Иркутской области.
Восточно-Сибирская АЭС станет станцией четвёртого поколения.
Запуск планируется поэтапный:
- к 2041 году запуск первого энергоблока с реактором типа РБН установленной мощностью 1255 МВт;
- 2042 году ввод в строй ещё одного аналогичного энергоблока.

Таким образом, планируемая установленная мощность станции составит 2510 МВт.

## Хронология событий
- 18 октября 2024 года в соответствии с требованиями пункта 28 Правил разработки и утверждения документов перспективного развития электроэнергетики, утвержденных постановлением Правительства Российской Федерации от 30.12.2022 № 2556 вышел проект генеральной схемы, доработанный на базе замечаний и предложений к проекту генеральной схемы, поступивших в рамках общественного обсуждения. В Доработанном проекте Генеральной схемы размещения объектов электроэнергетики до 2042 года проект Красноярской АЭС был исключен в пользу строительства двух АЭС меньшей мощности: Северской АЭС (г. Северск, Томская область) и собственно Восточно-Сибирской АЭС. Местоположение Восточно-Сибирской АЭС будет уточнено по результатам предпроектных проработок[2][3].
- 29 октября 2024 года мэр города Усолье-Сибирское Максим Торопкин в официальных соцсетях прокомментировал планы по строительству атомной электростанции в Иркутской области. Он рассказал, что возведение АЭС на территории бывшего «Усольехимпрома», а также в целом в городе не планируется[5].

## Информация об энергоблоках
| Энергоблок                  | Тип реакторов | Мощность | Мощность | Начало строительства | Подключение к сети | Ввод в эксплуатацию | Закрытие |
| Энергоблок                  | Тип реакторов | Чистый   | Брутто   | Начало строительства | Подключение к сети | Ввод в эксплуатацию | Закрытие |
| --------------------------- | ------------- | -------- | -------- | -------------------- | ------------------ | ------------------- | -------- |
| Восточно-Сибирская-1 (план) | РБН           | 1225 МВт | 1255 МВт |                      |                    | 2041 (по планам)    |          |
| Восточно-Сибирская-2 (план) | РБН           | 1225 МВт | 1255 МВт |                      |                    | 2042 (по планам)    |          |